# La Bottega dell'Arte
La Bottega dell'Arte è un gruppo musicale italiano, attivo dal 1974.

## Storia

### 1974-1976
Il complesso viene fondato nei primi anni settanta, quando i fratelli Piero e Massimo Calabrese si uniscono a tre amici di infanzia (Fernando Ciucci, Romano Musumarra e Alberto Bartoli) per formare una band, sulla scia dei tanti sodalizi dello stesso tipo emergenti della musica leggera italiana, nati dopo gli exploit in classifica di band, come i Pooh.
Lo stile de La Bottega dell'Arte rifletteva le tipiche tendenze musicali in voga negli anni settanta, ovvero: prevalenza di sapienti incroci di tastiere analogiche sulle chitarre, uso del flauto, melodie rarefatte, testi ispirati ad un romanticismo fiabesco. Si può dire che il suo genere fosse una sorta di "progressive rock", espresso in chiave melodica ed italiana.
Dopo il primo singolo pubblicato nel 1974 per una piccola etichetta romana, il complesso ottiene un contratto con la EMI Italiana, ed incide il secondo 45 giri, che si rivela un successo da classifica, infatti Come due bambini, arriva nei primi 5 posti della classifica dei dischi più venduti e si conferma uno dei brani più interessanti e apprezzati del 1975. Nello stesso anno, la band pubblica anche il primo album, intitolato semplicemente La Bottega dell'Arte, apprezzato da pubblico e critica, dal quale però non vengono estratti altri singoli di successo.
Nel 1976 la EMI licenzia il singolo Amore nei ricordi e la band partecipa al Festivalbar del 1976 classificandosi al secondo posto; il retro del 45, Mare nostrum è un brano strumentale nel quale i musicisti de La Bottega dell'Arte dimostrano di possedere qualità compositive e strumentali che vanno ben oltre le semplici canzoni "easy" che servono solo a dare notorietà alle produzioni di maniera.

### 1977-1979
Sulla scia dei fortunati esordi, nel 1977 la EMI pubblica il singolo Che dolce lei, che ottiene buoni livelli di vendita e spiana la strada al successivo Long Playing intitolato Dentro, considerato da molti come il lavoro più completo che la band sia riuscita a portare all'attenzione del pubblico.
Ne segue un singolo, Bella sarai, pubblicato nel 1978, che si rivela il prodotto commerciale che porta il complesso all'apice della popolarità. Nel 1979 la Emi pubblica un singolo ed un album e un singolo intitolati entrambi L'avventura, un cambio di stile repentino e, per una band passata dalle tematiche e sonorità anni settanta ad un funky e rhythm and blues si rivela ancor di più la grande abilità strumentale dei 5 componenti.

### 1980-1984
Il complesso de La Bottega dell'Arte, legato indissolubilmente ai successi iniziali, partecipa al Festival di Sanremo 1980 con Più di una canzone, brano con il quale non riesce a salire sul podio dei vincitori (quella edizione vide il successo di Toto Cutugno). La Emi pubblica La Bottega dell'Arte Special, una antologia celebrativa che include il brano presentato al Festival.
Nel 1981, dopo la pubblicazione del singolo Vecchio rock ed una fortunata tournée in Finlandia, Fernando Ciucci lascia la formazione per motivi riconducibili a scelte personali, segnando di fatto la fine di un'epoca, essendo la sua l'impronta vocale in tutti i maggiori successi de La Bottega dell'Arte. Nonostante la canzone sia passata quasi inosservata in Italia, essa diviene un successo nei paesi scandinavi, uno dei pochi casi nei quali il complesso riesce ad esportare la propria musica fuori dai confini italiani.
Nel corso dei primi anni ottanta, sulla scia di un pop-rock di tendenza, assolti gli obblighi contrattuali con la Emi, La Bottega dell'Arte pubblica in Italia Nelle stelle, nel vento e No stop to America, singoli di scarso successo, il secondo dei quali, però, sarà scelto nel 1983 come sigla dal programma di Rete 1 Fresco fresco.
Nel 1984 i quattro componenti rimasti, pur avendo già da tempo intrapreso proficue carriere soliste come produttori o session-man «di lusso», decidono di dare alle stampe un ultimo lavoro sotto l'intestazione che li ha resi famosi nella seconda metà degli anni settanta. Il frutto di questa ultima prova porterà il titolo Forza 4, un album passato quasi inosservato, pubblicato in pochissime copie, delle quali le restanti furono mandate al macero dopo il fallimento della piccola società alla quale era stata affidata la distribuzione.
Nonostante la grande delusione per una fine così sottotono, due brani del disco vengono estrapolati dal contesto per diventare sigle televisive e di una telenovela molto seguita in America meridionale.
Conclusa definitivamente l'esperienza artistica Fernando Ciucci apre con la moglie un vivaio a Roma; Romano Musumarra si dedica all'attività di produttore discografico (tra i tanti dischi, anche del 45 giri inciso dalla principessa Stéphanie di Monaco, Ouragan) e session man (lavorando anche con Mario Castelnuovo, Mango), Piero Calabrese (che ha scritto brani per artisti, come Alex Baroni, Jeanne Mas Giorgia, Zero Assoluto, Erredieffe, Julia Lenti e Marco Mengoni; Franco Califano, Tiziana Rivale, Dee D. Jackson) apre uno studio di registrazione e suo fratello Massimo Calabrese si dedica all'attività di autore e produttore lanciando, tra gli altri, Giorgia, Alex Baroni e Marco Mengoni.
Alberto Bartoli lavora in studio e dal vivo, suonando la batteria, tra gli altri, per Mia Martini, Luca Barbarossa, Giorgia, Paola Turci, Luciano Pavarotti, dando vita in seguito, insieme con Massimo Calabrese, alla «fortunatissima» band R&B "Vorrei la Pelle Nera".
Massimo Calabrese e Romano Musumarra sono autori e produttori di vari artisti.

### Dal 1985 ad oggi
A cavallo degli anni ottanta e novanta, Alberto Bartoli e Massimo Calabrese ridanno vita alla Bottega dell'Arte insieme con due elementi del gruppo italo-disco "Twilight": Fabio Sinigallia (chitarre e voce) e Massimo Zuccaroli (tastiere e voce). La formazione suona in più di 100 concerti in Italia, dal 1988 al 1992. Nel 2007, nuova tournée, questa volta ad Alberto Bartoli e Massimo Calabrese, si associano Marco D'Angelo (voce), Luciano Ciccaglioni (chitarre) e Stefano Senesi (tastiere).
Dopo anni di silenzio, ha preso corpo una nuova formazione:
- Alberto Bartoli: batteria percussioni e voce
- Massimo Calabrese: basso, chitarre e voce
- Saverio Pietropaolo: chitarre e voce
- Claudio Zitti: tastiere e voce

## Formazioni
Originale
- Piero Calabrese, tastiere e voce
- Massimo Calabrese: (Roma, 6 aprile 1955), basso, contrabbasso, mandolino, banjo, chitarre, mellotron e voce
- Romano Musumarra, tastiere, flauto, armonica, chitarre e voce
- Fernando Ciucci: (Roma, 28 giugno 1952 - Roma, 12 settembre 2011), voce, chitarre
- Alberto Bartoli: (Roma, 18 giugno 1955), batteria, percussioni e voce
- Franco Giuffrida: (Roma) chitarre

Storica (1975-1981)
- Piero Calabrese: (Roma, 30 ottobre 1950 - Roma 28 aprile 2016), tastiere e voce
- Massimo Calabrese: (Roma, 6 aprile 1955), basso, contrabbasso, mandolino, banjo, chitarre, mellotron e voce
- Romano Musumarra: (Roma, 21 luglio 1956), tastiere, flauto, armonica, chitarre e voce
- Fernando Ciucci: (Roma, 28 giugno 1952 - Roma, 12 settembre 2011), voce, chitarre
- Alberto Bartoli: (Roma, 18 giugno 1955), batteria, percussioni e voce

1982-1984
- Piero Calabrese: (Roma, 30 ottobre 1950 - Roma 28 aprile 2016), tastiere e voce
- Massimo Calabrese: (Roma, 6 aprile 1955), basso, contrabbasso, mandolino, banjo, chitarre, mellotron e voce
- Romano Musumarra: (Roma, 21 luglio 1956), tastiere, flauto, armonica, chitarre e voce
- Alberto Bartoli: (Roma, 18 giugno 1955), batteria, percussioni e voce

Fine '80 e '90
- Massimo Calabrese: (Roma, 6 aprile 1955), basso, contrabbasso, mandolino, banjo, chitarre, mellotron e voce
- Alberto Bartoli: (Roma, 18 giugno 1955), batteria, percussioni e voce
- Fabio Sinigaglia: (Roma) chitarre e voce
- Massimo Zuccaroli: (Roma) tastiere e voce

Primi anni 2000
- Massimo Calabrese: (Roma, 6 aprile 1955), basso, contrabbasso, mandolino, banjo, chitarre, mellotron e voce
- Alberto Bartoli: (Roma, 18 giugno 1955), batteria, percussioni e voce
- Marco D'Angelo: (Roma) voce e tastiere
- Luciano Ciccaglioni: (Roma) chitarre
- Stefano Senesi: (Roma) tastiere

Attuale
- Massimo Calabrese: (Roma, 6 aprile 1955), basso, contrabbasso, mandolino, banjo, chitarre, mellotron e voce
- Alberto Bartoli: (Roma, 18 giugno 1955), batteria, percussioni e voce
- Claudio Zitti: (Roma,29 Marzo 1959), tastiere e voce, dal 2018
- Saverio Pietropaolo (Roma, 28 giugno 1972), chitarre e voce, dal 2018

## Discografia

### Album
- 1975 – La Bottega dell'Arte (EMI Italiana, 3C-064-18106)
- 1977 – Dentro (EMI Italiana, 3C-064-18248)
- 1979 – L'avventura (EMI Italiana, 3C064-18423)
- 1980 – La Bottega dell'Arte Special (EMI Italiana, 3C-064-18493)
- 1984 – Forza 4 (New Sound, NWLP 1701)

### 45 giri
- 1974 – Addio/Notturno per noi (Tomato Record, ZZ 999)
- 1975 – Come due bambini/Ripensare a lei (EMI Italiana, 3C 006-18108)
- 1976 – Amore nei ricordi/Mare nostrum (EMI Italiana, 3C 006-18185)
- 1977 – Che dolce lei/Pastelli (EMI Italiana, 3C 006-18115)
- 1978 – Bella sarai/Resta co' li occhi chiusi (EMI Italiana, 3C 006-18325)
- 1979 – L'avventura/4280 miglia (EMI Italiana, 3C 006-18379)
- 1980 – Più di una canzone/Finisce qui (EMI Italiana, 3C 006-18464)
- 1981 – Vecchio rock/Via del grano (EMI Italiana, 3C 006-18534)
- 1982 – Nelle stelle, nel vento/Domani verrà (Bottega dell'Arte Records, 5020 001)
- 1983 – No stop to America/Verso est, verso il sole (RCA Italiana, PB 6698)

### 33 giri pubblicati fuori dall'Italia
- 1976 – La Bottega dell'Arte (EMI, 6219; pubblicato in Argentina)
- 1980 – La Bottega dell'Arte - Hits de La Bottega dell'Arte (EMI – 9C 054-18501 pubblicato in Finlandia)
- 1984 – Forza 4 (New Sound, NWLP 1701; pubblicato in Scandinavia)

### 45 giri pubblicati fuori dall'Italia
- 1976 – Come due bambini/Ripensare a lei (Peters International, PI 440; pubblicato negli Stati Uniti)
- 1976 – Como dos ninos/Recordando te (Odeon, 1366; pubblicato in Argentina)
- 1976 – Amore nei ricordi/Mare nostrum (Sonopresse, ST 40223; pubblicato in Francia)
- 1976 – Amore nei ricordi/Mare nostrum (Crystal, 006 EMD 18185; pubblicato in Germania Ovest)
- 1976 – Amore nei ricordi/Mare nostrum (Odeon, 1205; pubblicato in Cile)
- 1978 – Bella seras/Resta co' li occhi chiusi (EMI, 3C 006-18325; pubblicato in Spagna)
- 1978 – Bella seras/Quedarse con los ojos cerrados (EMI, 1656; pubblicato in Argentina)
- 1984 – Let Me Go, Let Me Run/No stop to America (pubblicato in Scandinavia)
- 1985 – No stop to America/Will You (Savoir Faire, 200 5797 A; pubblicato in Francia)